# Frälsaren i makt
Frälsaren i makt (kyrkslaviska: Спа́съ въ Си́лахъ; ryska: Спас в Силах; translitteration: Spas v Silah) är en ikon som tillverkades av ikonmålaren Dionysios omkring år 1500 i Pavlo-Obnorskijklostret, nära staden Vologda i dåvarande Tsarryssland.
Ikonen är också lik en annan ikon som har exakt samma namn och motiv, men som tillverkades av munken och målaren Andrej Rubljov.

## Historik
Ikonen ingår sedan år 1936 i samlingarna på Tretjakovgalleriet i Moskva.

## Ikonen
Ikonen är 192 x 130 cm och är bland annat gjord av trä.
På ikonen syns Jesus Kristus som sitter på en tron. I den vänstra handen visas Matteusevangeliet 11:28-30 på kyrkslaviska, och med den högra gör Kristus en välsignelse.
På baksidan av ikonen finns en inskription med stora bokstäver. Enligt paleografen M.V. Shchepkina är inskriptionen från 1530-talet och det antas att det är en kopia.